# Односи Југославије и Камбоџе
Односи Југославије и Камбоџе су били историјски спољни односи између Камбоџе и СФР Југославије. Први званични сусрет између Нородома Сиханука и председника Југославије Јосипа Броза Тита догодио се 1956. године на Брионима. До 1976. Сиханук је пет пута посетио Југославију, док је председник Тито Камбоџу посетио два пута. Камбоџа је била једна од земаља на Самиту шефова држава и влада у Београд, првој конференцији Покрета несврстаних. Југославија је заслужна и учествовала у изградњи хидроелектране и бране Кириром 1 која је завршена 1969. године.
Након државног удара 1970, Југославија је задржала своје односе са камбоџанском владом у егзилу, са седиштем у Пекингу. У исто време Југославија је отворила своју амбасаду у Пном Пену, али је сву своју званичну комуникацију усмеравала преко Амбасаде Камбоџе у Београду коју је контролисао ГРУНК.
Након доласка на власт Црвених Кмера и проглашења Демократске Кампућије, Југославија је била једна од само неколико земаља у свету које су одржавале неке формалне билатералне односе са новим режимом. Почетком 1978. југословенски извештачи Танјуга, Вјесника и Политике су први из Европе којима је дозвољено да обиђу земљу на две недеље. Током Камбоџанско-вијетнамског рата Београд је веровао да је, упркос унутрашњој ситуацији у Камбоџи, страно мешање било неоправдано и могло да доведе до ширег кинеско-совјетског сукоба.
Након распада Југославије, Прелазна управа Уједињених нација за источну Славонију, Барању и западни Срем осмишљена је према ранијој Прелазној управи Уједињених нација у Камбоџи.